# Fred Halliday
Simon Frederick Peter Halliday, más conocido como Fred Halliday (Dublín, 22 de febrero de 1946 – Barcelona, 26 de abril de 2010) fue un académico especializado en relaciones internacionales de Oriente Medio en la Guerra Fría.
Se graduó en filosofía, política y economía en el Queen's College en 1967. Posteriormente sería alumno de la Escuela de Estudios Orientales y Africanos . Entre 1969 y 1983 fue miembro del consejo de redacción de New Left Review. Obtuvo su doctorado en la London School of Economics en 1985 con una tesis sobre la República Democrática Popular del Yemen. En 2002 fue elegido para la British Academy.
Políglota, dominaba el inglés, francés, alemán, ruso, español, árabe y farsi. Publicó veinticuatro libros. Durante un cuarto de siglo fue catedrático de la London School of Economics.